# Coreia do Norte nos Jogos Olímpicos de Inverno de 1964
A Coreia do Norte competiu nos Jogos Olímpicos de Inverno de 1964, realizados em Innsbruck, Áustria.